# Ninfa (mitologia)

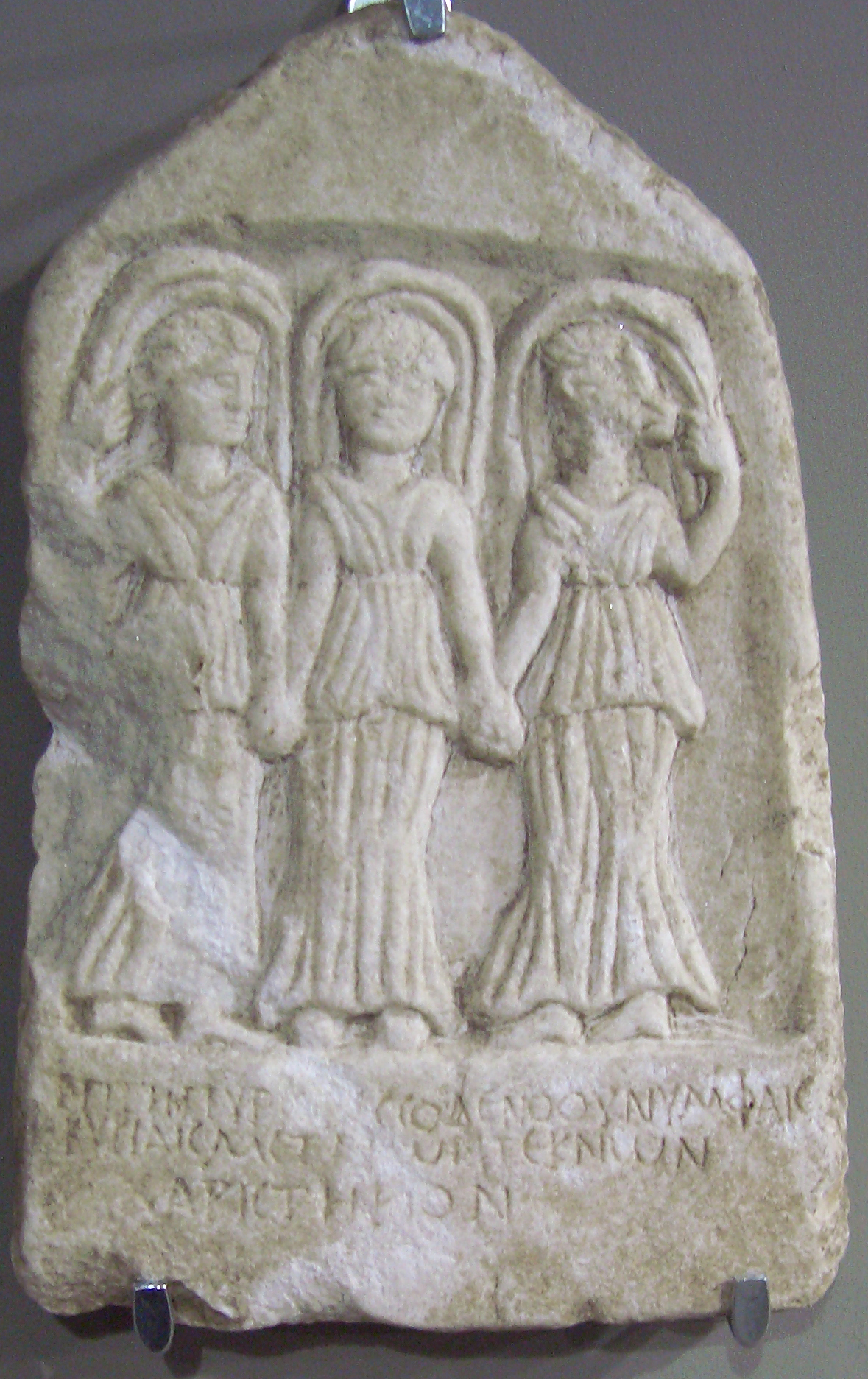
Le Tre Ninfe, Regional Museum of History di Stara Zagora (Bulgaria), II-III sec. a.C.

Nella mitologia greca, le ninfe (in greco antico: νύμφη, -ης?, nymphē ("fanciulla, sposa"); in latino nympha, -ae) sono divinità femminili minori legate alla natura. A differenza delle altre dee greche, le ninfe sono generalmente considerate personificazioni della natura e sono tipicamente legate a un luogo o a una forma di terra specifica. Erano immortali come le altre dee, ad eccezione delle amadriadi, la cui vita era legata a un albero specifico. Oltre che potenze divine legate ai boschi, ai monti, alle acque, alle sorgenti e agli alberi, le ninfe erano personificazioni anche delle regioni o delle città o degli stati.
La natura delle ninfe corrisponde all'ambito della potenza divina dell'aidos (in greco antico: αἰδώς?, aidōs ("pudore")), dunque alla riservatezza e allo stupore di fronte a ciò che è immacolato e quindi silenzioso. Compagne della dea Artemide, essa stessa appellata come Αἰδώς, sono caratterizzate, come la dea, da una bellezza incomparabile.
Le ninfe sono spesso suddivise in vari gruppi (a loro volta suddivisi in sottogruppi): le epigee (ninfe terrestri), le idriadi (ninfe acquatiche), le uranie (ninfe celesti), e, talvolta, le ninfe ctonie (ninfe appartenenti agli Inferi).

## Etimologia

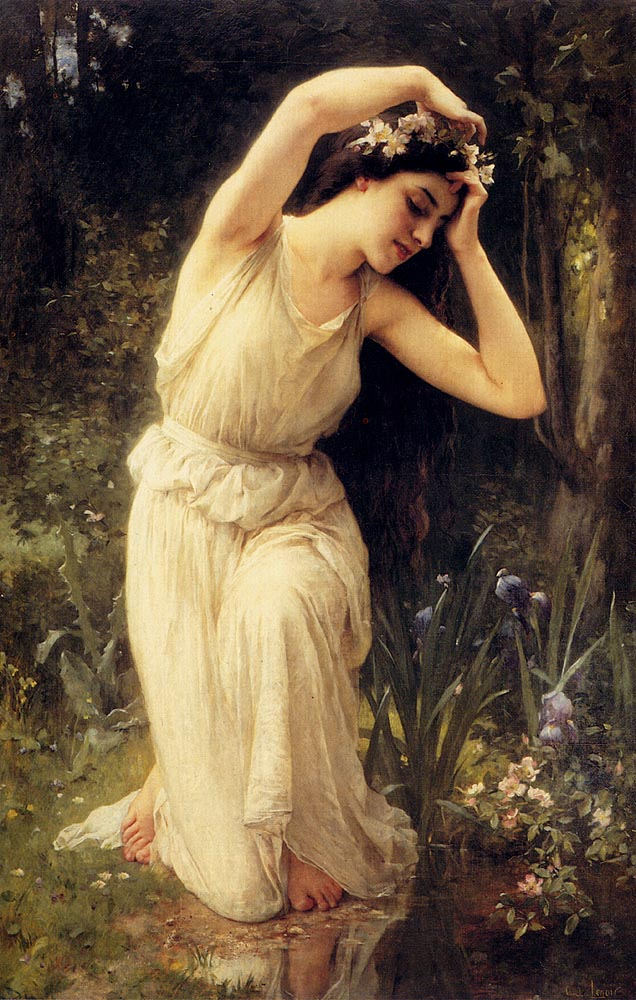
Una ninfa nella foresta, di Charles Amable Lenoir.

La parola greca νύμφη (nýmphē, "fanciulla, sposa") ha la stessa radice del verbo latino nubere, "prendere marito" (da cui la nostra "nubile"). Altri lettori riferiscono la parola (e anche il latino nubere e il tedesco Knospe) ad una radice che esprime l'idea di "gonfiore" (secondo Esichio di Alessandria uno dei significati di νύμφη è "bocciolo di rosa"). Ciononostante, l'etimologia del sostantivo νύμφη rimane agli studiosi ancora incerta. La forma dorica ed eolica (omerica) è νύμφα (nýmphā).

## Nella mitologia greca

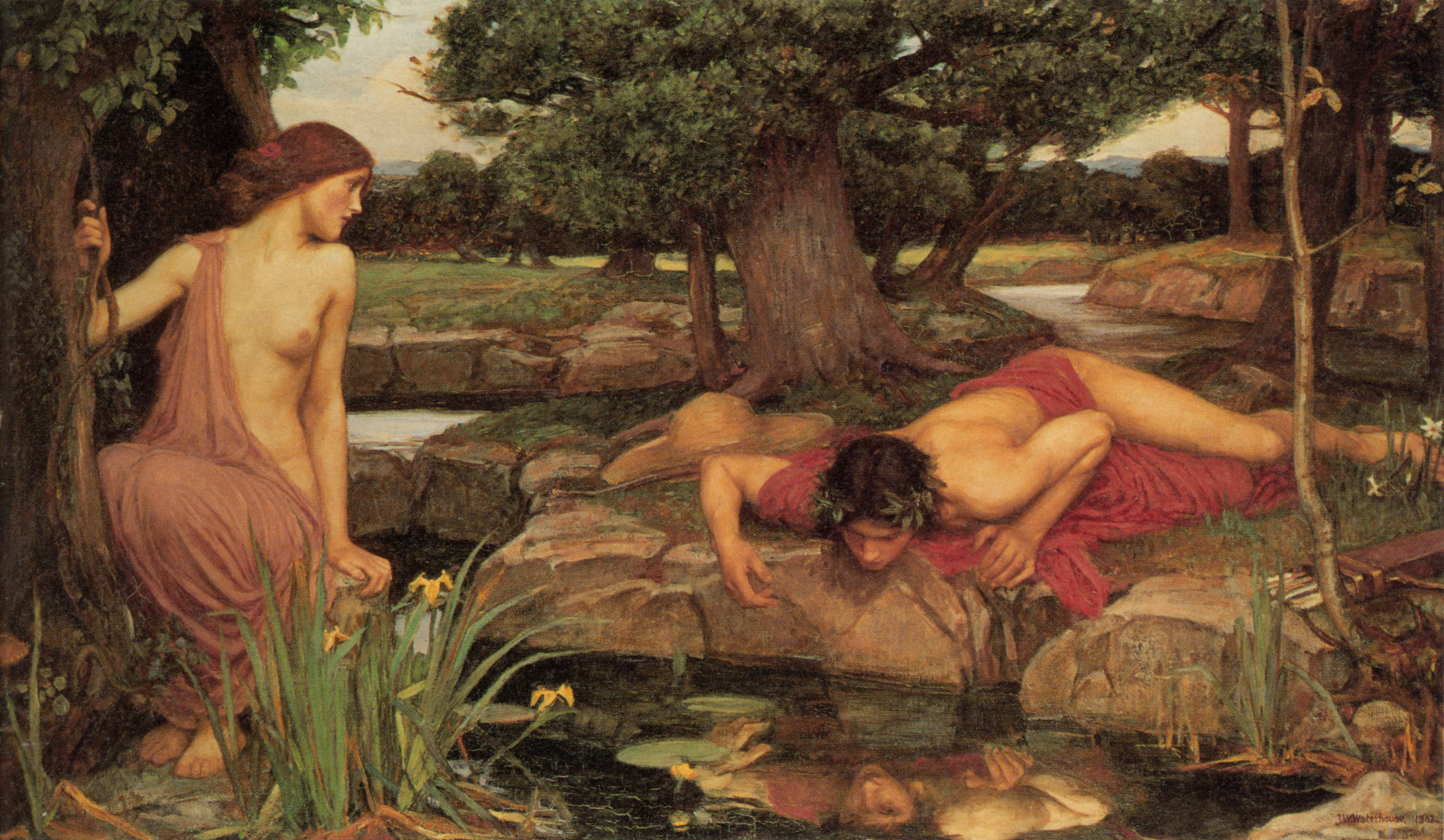
Eco e Narciso (1903), di John William Waterhouse.

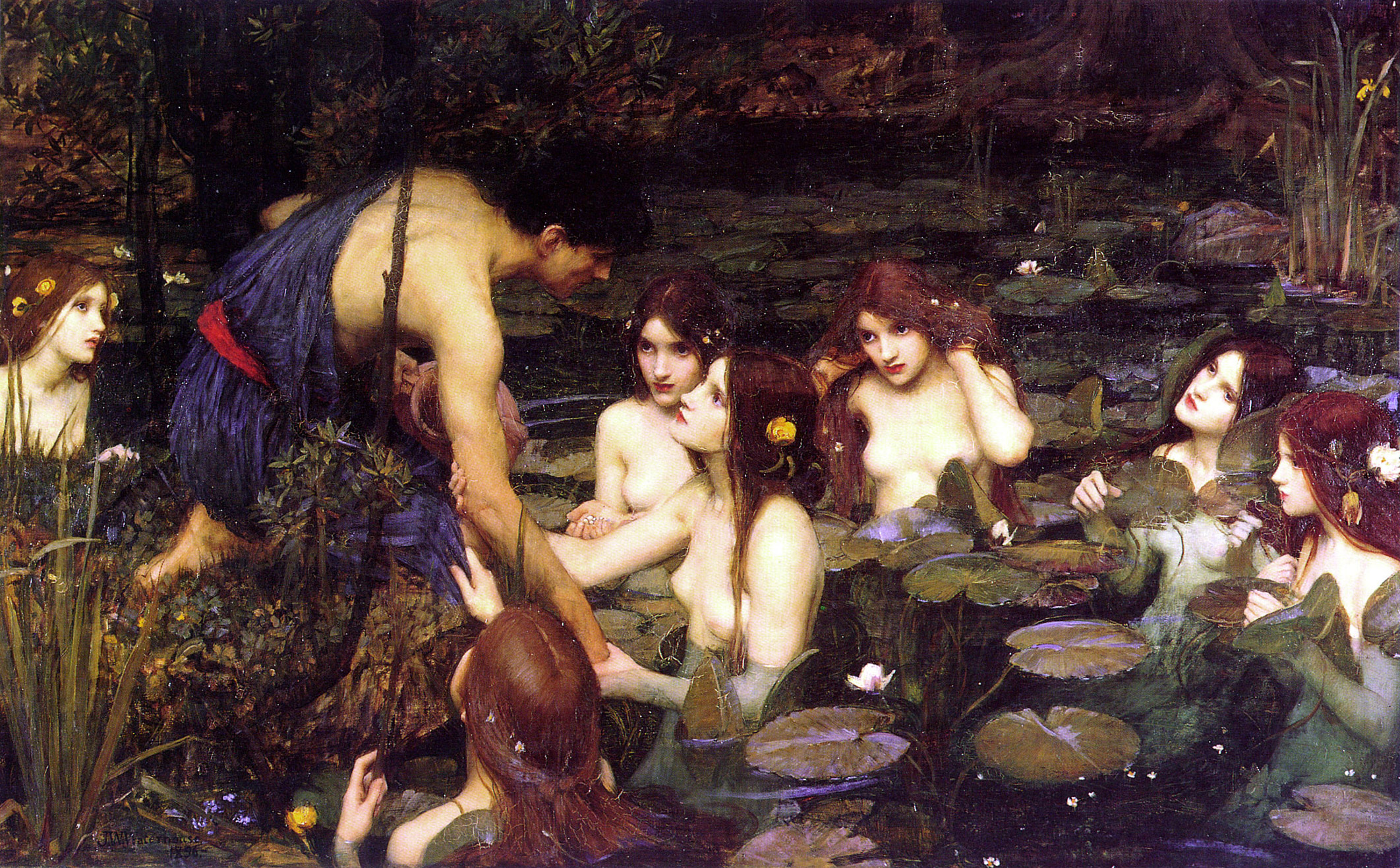
Hylas and the Nimphs (1896, Ila e le ninfe) di John William Waterhouse.

Nella concezione greca, le ninfe sono bellissime e snelle giovinette, dalle movenze graziose, dalla testa leggiadra ornata di fiori, dalle vesti leggere e svolazzanti, raramente nude. Sono benefattrici e rendono fertile la natura. Proteggono le coppie di fidanzati che vanno a bagnarsi nelle loro sorgenti, ispirano gli esseri umani, alcune di esse, in particolare le Naiadi, sono anche guaritrici di mali e di ferite. Amanti di dei e di comuni mortali, le ninfe cantano felici nel luogo a loro consacrato. Dalle loro unioni con mortali nacquero molti semidei ed eroi. Teoricamente potevano accoppiarsi anche con divinità, e in tal caso sarebbero nati figli immortali.
Tra le ninfe più celebri, si può nominare Eco, la ninfa del monte Elicona; Era le tolse la possibilità di proferire parola, così Eco non poté più ripetere altro che le ultime parole pronunciate da altri. Un'altra ninfa famosa, mortale, fu Euridice, moglie di Orfeo (vedi: Orfismo). Molto nota è la ninfa Calipso menzionata nell'Odissea: essa trattenne Ulisse per sette anni nell'isola di Ogigia. Nella mitologia romana la ninfa Egeria fu la segreta consigliera del re Numa Pompilio. Si ricordano inoltre le Naiadi che rapirono il giovane argonauta Ila.
Le ninfe greche sono state assimilate in epoca successiva alle divinità romane delle fontane, sorgenti e fiumi.

Le ninfe sono personificazioni della creatività e del favorire le attività della natura, il più delle volte identificato con il deflusso vitale dei corsi d'acqua a seguito di inondazioni:
(Osservazione di Walter Burkert)

## Genealogia
Le ninfe, il cui numero è incalcolabile, sono classificate in tre macrocategorie: le ninfe terrestri, le ninfe acquatiche e le ninfe celesti, ripartizione già presente in Omero e nei poeti più antichi. Come il mitologo Herbert Jennings Rose afferma, tutti i nomi per le varie classi di ninfe sono aggettivi femminili plurali concordando con il sostantivo nymphai, e non v'era un tipo di classificazione unica che potesse essere vista come canonica ed esauriente. Così le classi di ninfe tendono parzialmente a sovrapporsi, il che viene a complicare il compito di una classificazione precisa. Rose parla di driadi e amadriadi come ninfe degli alberi in generale, meliai come ninfe dei frassini e di naiadi come ninfe d'acqua, ma non ne aggiunge altre in particolare. Le ninfe meliadi erano figlie di Urano ed i loro miti sono legati a divinità maggiori come Artemide, Apollo, Poseidone, Demetra, Dioniso, Pan, Ermes o a divinità minori come Fonto.

## Classificazione
A seconda dell'ambiente naturale in cui vivono, le ninfe si distinguono nello specifico. Tutti i nomi delle varie categorie di ninfe presentano forme aggettivali al femminile plurale. Non esiste una classificazione univoca e completa che possa essere considerata canonica: alcune categorie di ninfe tendono a sovrapporsi, rendendo così complesso il compito di una classificazione precisa. Ad esempio, le driadi e le amadriadi sono considerate ninfe degli alberi in generale, mentre le meliadi sono specificamente associate ai frassini.

### Epigee
Le epigee comprendono tutto l'insieme delle ninfe terrestri. Si dividono in due gruppi: le driadi (con le amadriadi) e le oreadi.
| Nome greco                | Ninfe     | Descrizione                         |
| ------------------------- | --------- | ----------------------------------- |
| Ἄμπελος (Ámpelos)         | Ampelo    | ninfa della vite                    |
| Βάλανος (Bálanos)         | Balano    | ninfa della quercia                 |
| Καρύα (Karýa)             | Caria     | ninfa del noce, nocciolo o castagno |
| Κισσίαι (Kissíai)         | Cissie    | ninfe dell'edera                    |
| Κράνεια (Kráneia)         | Cranea    | ninfa del corniolo                  |
| Δαφναίαι (Daphnaíai)      | Dafnee    | ninfa dell'alloro                   |
| Δρυόπη (Dryópē)           | Driope    | ninfa del capelvenere               |
| Αἴγειρος (Aígeiros)       | Egero     | ninfa del pioppo nero               |
| Ἐπιμηλιάδες (Epimēliádes) | Epimelidi | ninfe dei meli                      |
| Ὑλαῖορες (Hylaîores)      | Ileori    | ninfe degli abeti                   |
| Μελιάδες (Meliádes)       | Meliadi   | ninfe dei frassini                  |
| Μορέα (Moréa)             | Morea     | ninfa del gelso                     |
| Σῦκέα (Sykéa)             | Sicea     | ninfa del fico                      |
| Πτελέα (Pteléa)           | Telea     | ninfa dell'olmo                     |

| Nome greco              | Ninfe     | Descrizione                                            |
| ----------------------- | --------- | ------------------------------------------------------ |
| Ἀλσηΐδες (Alsēḯdes)     | Alseidi   | ninfe dei boschetti e delle radure                     |
| Ἀνθοῦσαι (Anthoûsai)    | Antuse    | ninfe dei fiori                                        |
| Αὐλωνίαδες (Aulōníades) | Auloniadi | ninfe dei burroni, dei dirupi e delle vallate profonde |
| Κωρυκίδες (Kōrykídes)   | Coricidi  | ninfe delle grotte                                     |
| Ναπαῖαι (Napaîai)       | Napee     | ninfe dei prati e delle valli boscose                  |

| Nome greco                | Ninfe     | Descrizione     |
| ------------------------- | --------- | --------------- |
| Ἀγρωστίναι (Agrostínai)   | Agrostine | ninfe dei campi |
| Λειμωνιάδες (Leimōniádes) | Limoniadi | ninfe dei prati |

### Idriadi

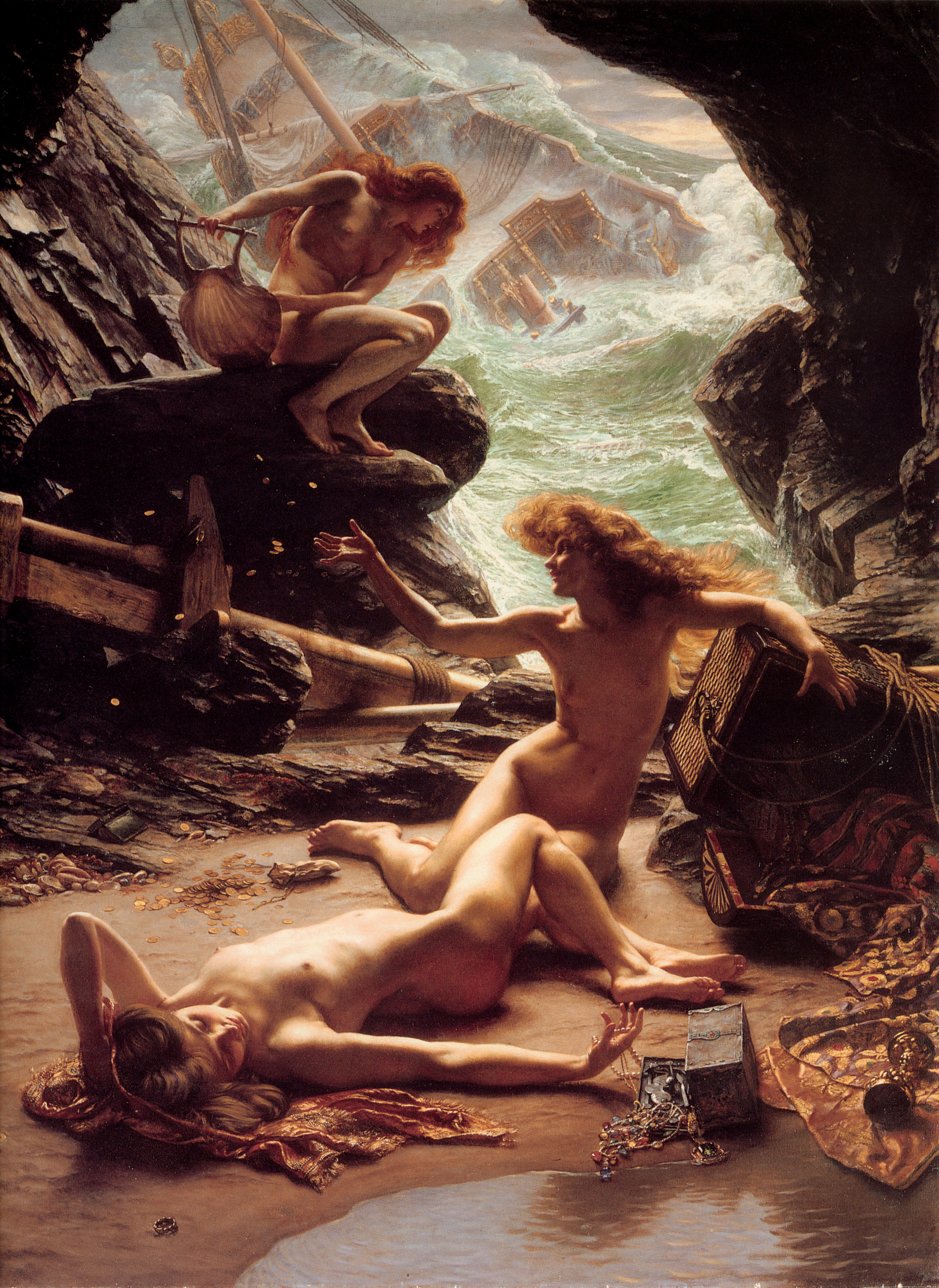
La caverna delle ninfe (1903), di Edward Poynter.

Le idriadi sono identificate come le ninfe acquatiche. Si dividono in tre gruppi: le naiadi, le nereidi e le oceanine.

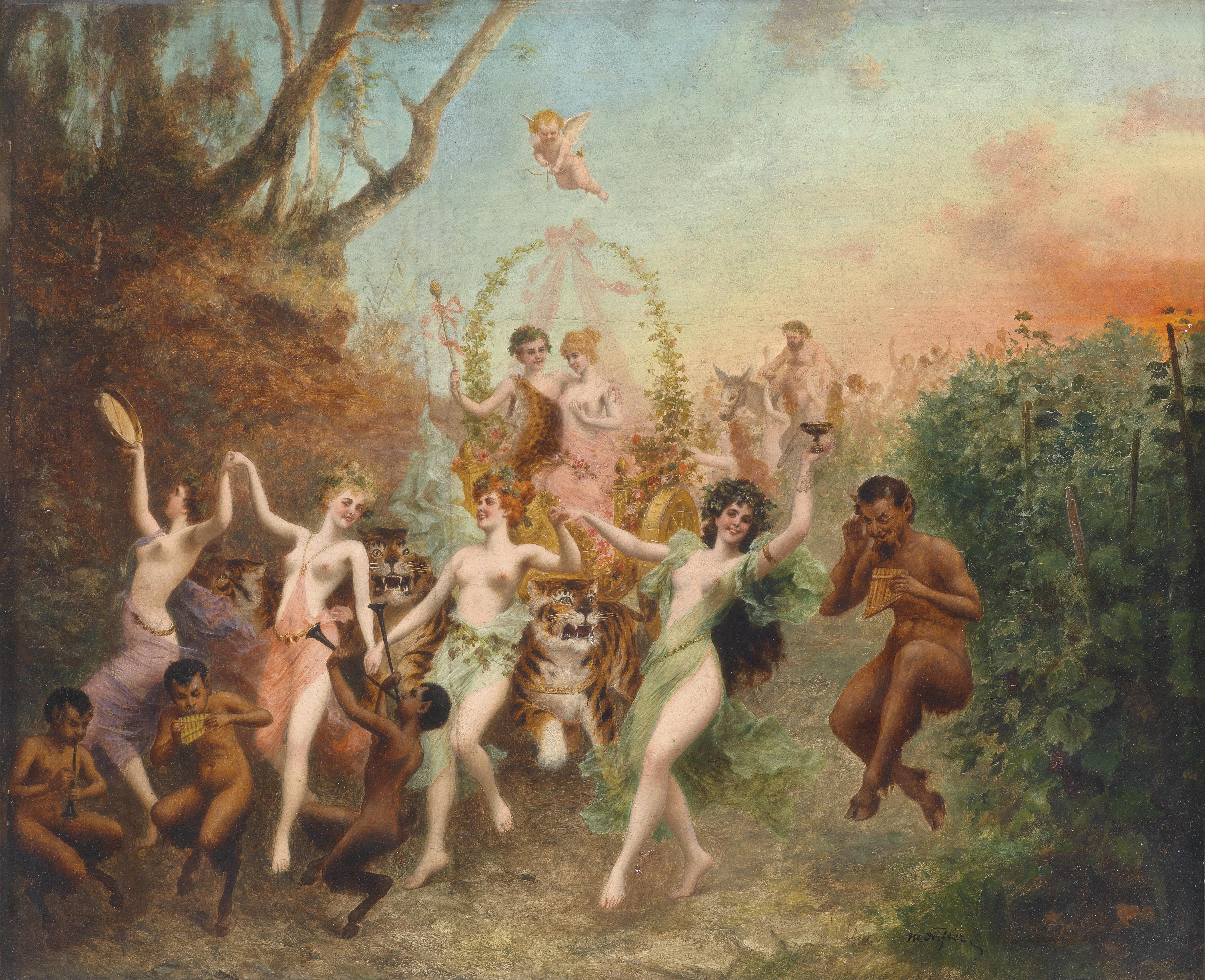
Festa di fauni e ninfe, di Moritz Stifter

| Nome greco              | Ninfe    | Descrizione                                        |
| ----------------------- | -------- | -------------------------------------------------- |
| Κρηνείδες (Krēnaíai)    | Creneidi | ninfe delle fontane                                |
| Ἐλειάδες (Eleiádes)     | Eleiadi  | ninfe delle paludi                                 |
| Ἐλειονόμαι (Eleionómai) | Eleonome | ninfe dei pantani d'acqua dolce e delle zone umide |
| Λιμνάδες (Limnádes)     | Limnadi  | ninfe dei laghi                                    |
| Πηγασίδες (Pegasídes)   | Pegasidi | ninfe dei pozzi naturali                           |
| Πηγαίαι (Pēgaíai)       | Pegee    | ninfe delle fonti e delle sorgenti artificiali     |
| Ποταμίδες (Potamídes)   | Potamidi | ninfe dei fiumi                                    |

| Nome greco         | Ninfe   | Descrizione                  |
| ------------------ | ------- | ---------------------------- |
| Ἁλιάδες (Haliádes) | Aliadi  | ninfe delle coste            |
| Ψάμιδες (Psámides) | Psamidi | ninfe delle spiagge sabbiose |

| Nome greco               | Ninfe               | Descrizione                                                      |
| ------------------------ | ------------------- | ---------------------------------------------------------------- |
| Δηλιάδες (Dēliádes)      | Deliadi             | ninfe figlie di Inopo (dio del fiume omonimo sull'isola di Delo) |
| Νυσιάδες (Nysiádes)      | Nisiadi             | ninfe allevatrici del dio Dioniso                                |
| Ὠκεανίδες (Ōkeanídes)    | Oceanine o Oceanidi | ninfe degli oceani                                               |
| Σπερχεῖδες (Spercheîdes) | Spercheidi          | ninfe figlie del fiume Spercheo                                  |

### Uranie

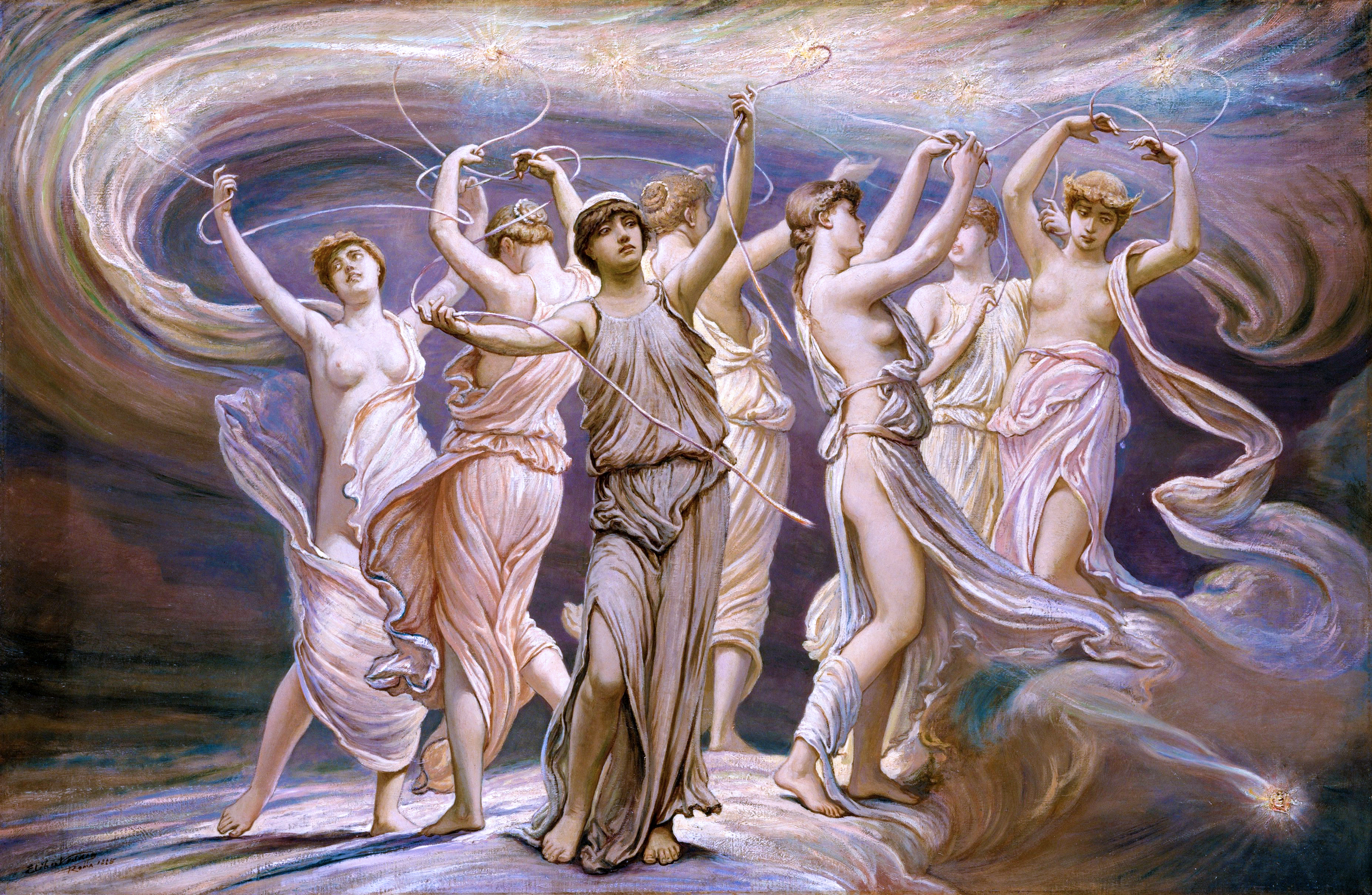
Le Pleiadi, opera di Elihu Vedder, 1885

Le uranie sono le ninfe celesti.
| Nome greco              | Ninfe              | Descrizione                           |
| ----------------------- | ------------------ | ------------------------------------- |
| Ἀλκυονίδες (Alkyonídes) | Alcionidi          | ninfe figlie di Alcione               |
| Ἀστερίαι (Asteríai)     | Asterie            | ninfe delle stelle                    |
| Αὐραίαι (Auraíai)       | Auree o Auridi     | ninfe dell'aria fresca e della brezza |
| Ἡλιάδες (Hēliádes)      | Eliadi             | ninfe del sole                        |
| Ἑσπερίδες (Hesperídes)  | Esperidi           | ninfe del tramonto                    |
| Ὑάδες (Hyádes)          | Iadi               | ninfe della pioggia                   |
| Νεφέλαι (Nefélai)       | Nefelee o Nefelidi | ninfe delle nuvole                    |
| Πλειάδες (Pleiádes)     | Pleiadi            | ninfe delle costellazioni             |

### Altre ninfe
| Nome greco               | Ninfe          | Descrizione                                                       |
| ------------------------ | -------------- | ----------------------------------------------------------------- |
| Καβειρίδες (Kabeirídes)  | Caberidi       | ninfe figlie di Cadmilo e sorelle dei Cabiri o di Efesto e Cabiro |
| Λαμπάδες (Lampádes)      | Lampadi        | ninfe degli Inferi, ancelle di Ecate                              |
| Μαινάδες (Mainádes)      | Menadi o Tiadi | ninfe adoratrici del dio Dioniso                                  |
| Ὑπερβόρεαι (Hyperbóreai) | Iperboree      | ninfe del tiro con l'arco                                         |

## Offerte e sacrifici
I rituali d'offerta alle ninfe comprendevano sacrifici di agnelli e capretti, ma in prevalenza queste offerte consistevano in latte, olio, miele, frutta e offerte rustiche.

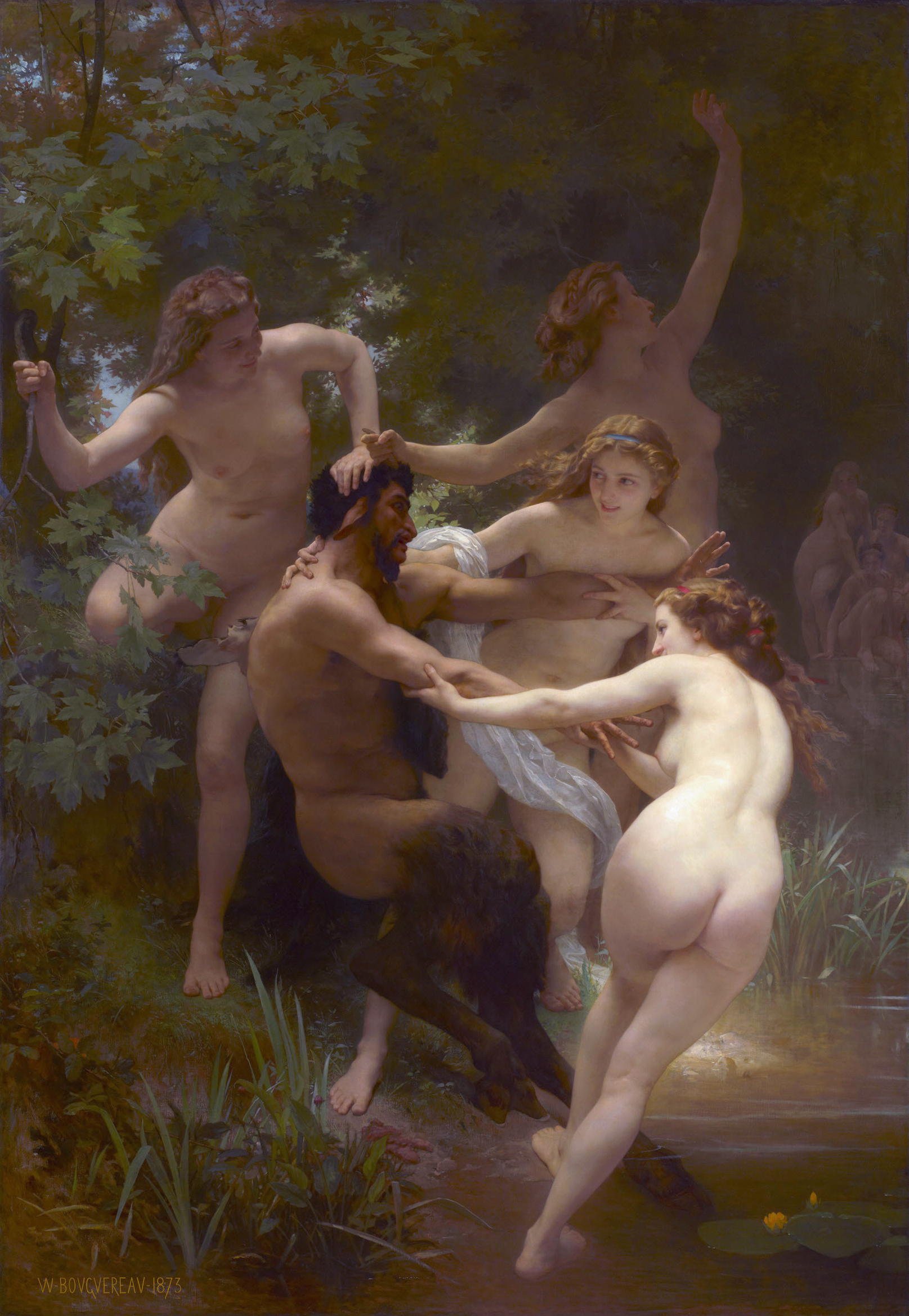
Ninfe e satiro (1873), di William-Adolphe Bouguereau.

## Connotazioni sessuali moderne
A causa della rappresentazione delle ninfe mitologiche come femmine che si accoppiano con uomini o donne di loro spontanea volontà, e che sono completamente al di fuori del controllo maschile, il termine è spesso usato per le donne che sono percepite come comportarsi allo stesso modo (per esempio, il titolo del romanzo poliziesco riguardante Perry Mason "Il caso della ninfa negligente" (1956) di Erle Stanley Gardner è derivato da questo significato della parola).
Il termine ninfomania è stato creato dalla moderna psicologia come riferito a un "desiderio di impegnarsi in comportamento sessuale umano ad un livello abbastanza alto da essere considerato clinicamente significativo", ninfomane essendo la persona che soffre di un disturbo. A causa dell'ampio uso del termine tra laici (spesso abbreviato in ninfo) e gli stereotipi collegati, i professionisti al giorno d'oggi preferiscono il termine ipersessualità, che possono fare riferimento a maschi e femmine allo stesso modo.
La parola ninfetta viene utilizzato per identificare una ragazza sessualmente precoce. Il termine è stato reso famoso nel romanzo Lolita da Vladimir Nabokov. Il personaggio principale, Humbert Humbert, usa molte volte il termine, di solito in riferimento al personaggio del titolo, una ragazzina appena tredicenne di cui è fortemente invaghito.

## Nella letteratura
Quando il dio Pan suona il flauto divino, echeggiando l'armonia del silenzio primordiale, le ninfe muovono passi di danza, vagando sui monti e cantando in modo melodioso. Le ninfe sono le potenze di un fiume oppure di un mare o di un lago e anche quando la loro potenza divina risiede sulla terra, il loro collegamento con l'acqua resta fondante:
che avete le case sotto i recessi della terra posati sull'acqua,

correte nascoste, nutrici di Bacco, ctonie, date grande gioia,

nutrite frutti, siete nei prati, correte sinuosamente, sante,

vi rallegrate degli antri, gioite delle grotte, vaganti nell'aria,

siete nelle sorgenti, veloci, vestite di rugiada, dall'orma leggera,

visibili, invisibili, ricche di fiori, siete nelle valli,

con Pan saltate sui monti, gridate evoè,

scorrete dalle rocce, melodiose, ronzanti, errate sulle montagne,

fanciulle agresti, delle sorgenti e che vivete nei boschi,

vergini odorose, vestite di bianco, profumate alle brezze,

proteggete i capri e i pastori, care alle selve, dagli splendidi frutti,

che vi rallegrate delle sorgenti, delicate, che molto nutrite e favorite la crescita,

fanciulle Amadriadi, amanti del gioco, dagli umidi sentieri,»
(Inni orfici, LI, 1-14; traduzione di Gabriella Ricciardelli. Milano, Mondadori/Fondazione Lorenzo Valla, 2006 p. 135)
Sempre in forma di fanciulle, facevano parte spesso del corteo di un dio, come Dioniso, Ermes o Pan, o di una dea, in genere la cacciatrice Artemide. La mitologia greca annovera molte ninfe, il cui aspetto di bellissime fanciulle eternamente giovani attirava molti uomini mortali ed eroi.
Vi è un'ampia varietà di miti su di esse; questi racconti le associano spesso ai satiri, di cui erano il frequente bersaglio e da cui proviene il nome moderno dato alla tendenza sessuale della ninfomania.

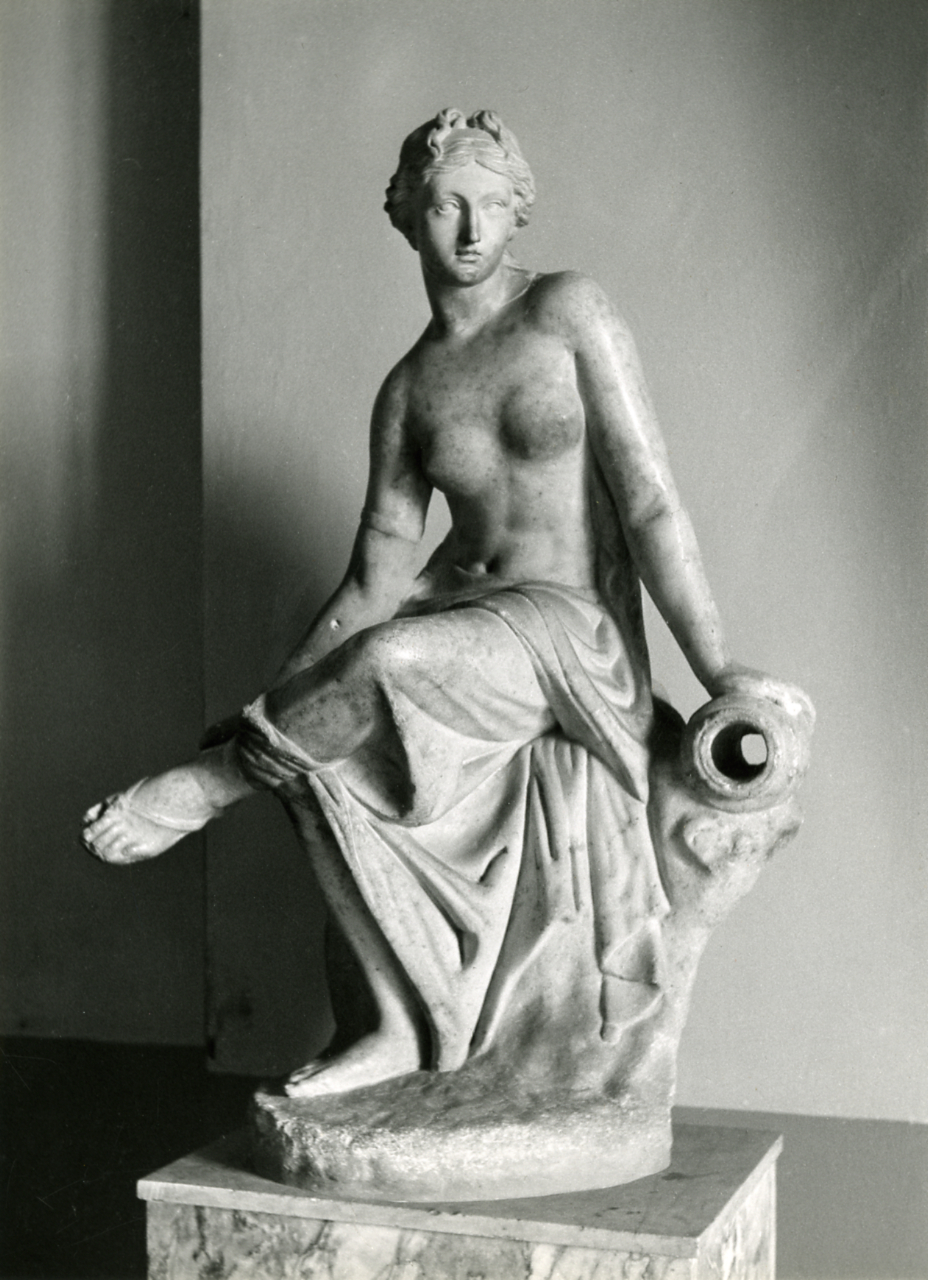
Statuetta di ninfa per fontana seduta su una roccia, di epoca romana. Museo archeologico nazionale di Napoli. Foto di Paolo Monti, 1969.

## Nelle arti

### Iconografia nelle arti visive
Nelle arti visive le ninfe sono di solito rappresentate come bellissime fanciulle, generalmente nude e incoronate di fiori. Le ninfe dell'acqua in particolare sono mostrate mentre tengono delle giare o brocche sulle loro teste (vedi ad esempio in La sorgente di Ingres. Opere d'arte famose dell'antichità sono alcune statue di Prassitele, un gruppo marmoreo di Arcesilao e bassorilievi eseguiti da diversi maestri.
- Francesco Albani: Venere con ninfe e amorini
- Jacob Jordaens: Ninfe alla Fontana d'Amore
- Jacob Jordaens: Ninfe e Cupido nel sonno.
- Lucas Cranach il Vecchio: Menzogne di ninfa
- Peter Paul Rubens: Diana e le sue ninfe sorprese da un Fauno
- Rembrandt: Il Bagno di Diana e Atteone e Callisto
- Arnold Böcklin: Il gioco delle Naiadi (e molte altre immagini)
- Jean-Baptiste-Camille Corot: Danza delle Ninfe
- Jean-Baptiste-Camille Corot: Una ninfa gioca con Cupido
- Wilhelm Neumann Torborg: Fauno e Ninfa (1890)
- Édouard Manet: Sorpreso dalla ninfa (1861)
- Auguste Rodin: Fauno e Ninfa (1886)
- Tiziano: Ninfa e pastore (1570)
- Henryk Siemiradzki: Il gioco delle naiadi (1880)

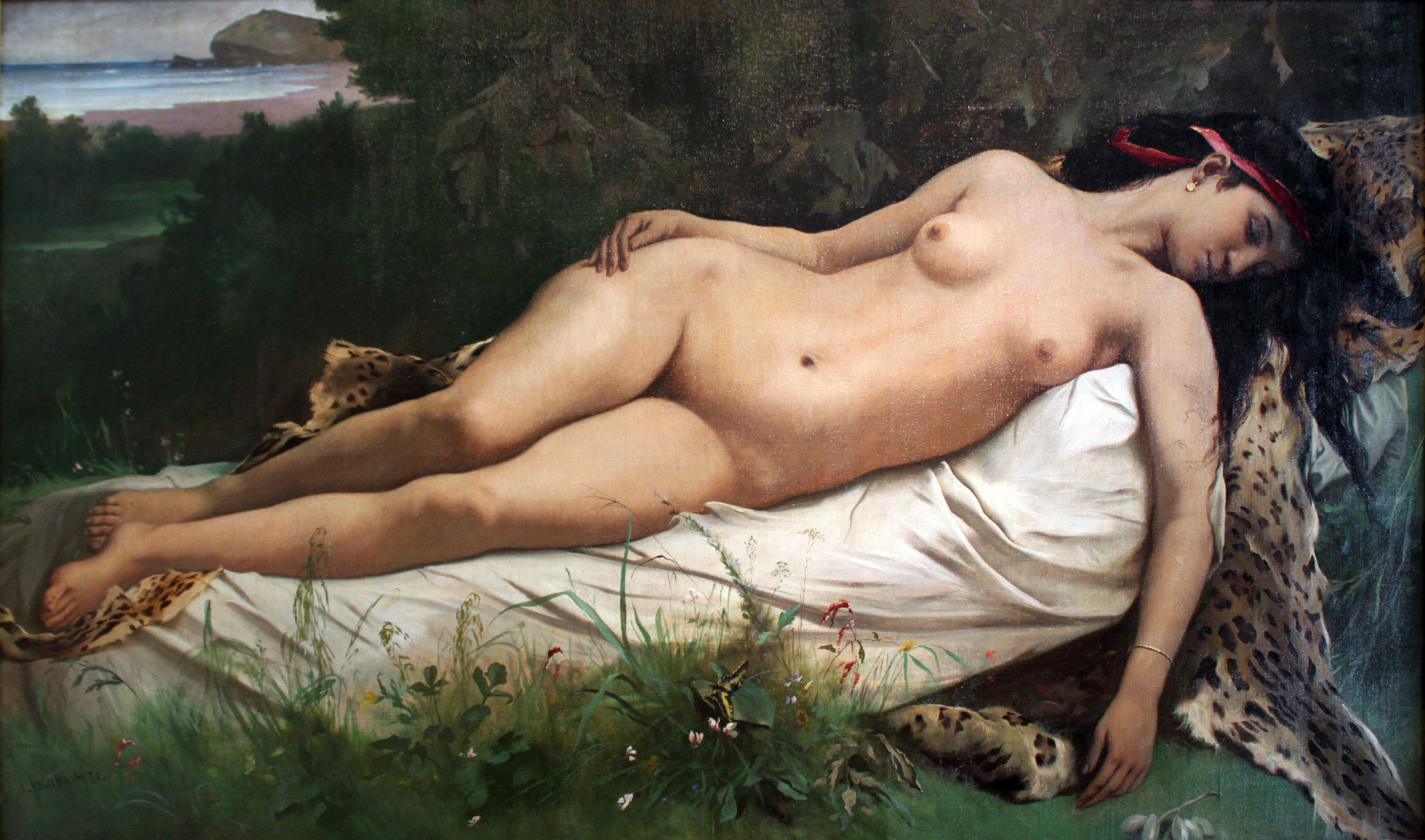
Il riposo della ninfa (1870), di Anselm Feuerbach.

- Paul Aichele: Nymph (1891)

### Musica
Il compositore francese Jean-Philippe Rameau ha composto nel 1745 l'opera "Platée", una commedia musicale. L'ingenuità di una ninfa è utilizzata da Giove per ingelosire la moglie Giunone.
Il compositore francese Claude Debussy ha composto nel 1913 il pezzo "Syrinx" per flauto. Il pezzo breve si riferisce alla leggenda di Pan e Siringa; la ninfa sfugge alle insidie del dio lubrico e si trasforma in una canna che suona al vento. Pan inventa allora lo strumento musicale che porta il suo nome.
Il compositore finlandese Jean Sibelius compone nel 1894 il poema sinfonico per orchestra, Op. 15, Skogsrået (The Nymph Wood).
Rusalka (Dvořák) è l'opera di maggior successo di Antonín Dvořák. Il libretto risale ai miti slavi popolari sul Rusalki (spiriti dell'acqua, sirene), ed è simile al racconto tedesco "Undine" di Friedrich de la Motte Fouqué e alla fiaba di Hans Christian Andersen intitolata La sirenetta.
Il compositore italiano Claudio Monteverdi compose nel 1614 "Lagrime d'amante al Sepolcro del Amata", il lamento funebre del pastore Glauco davanti alla tomba della sua amata ninfa Corinna.

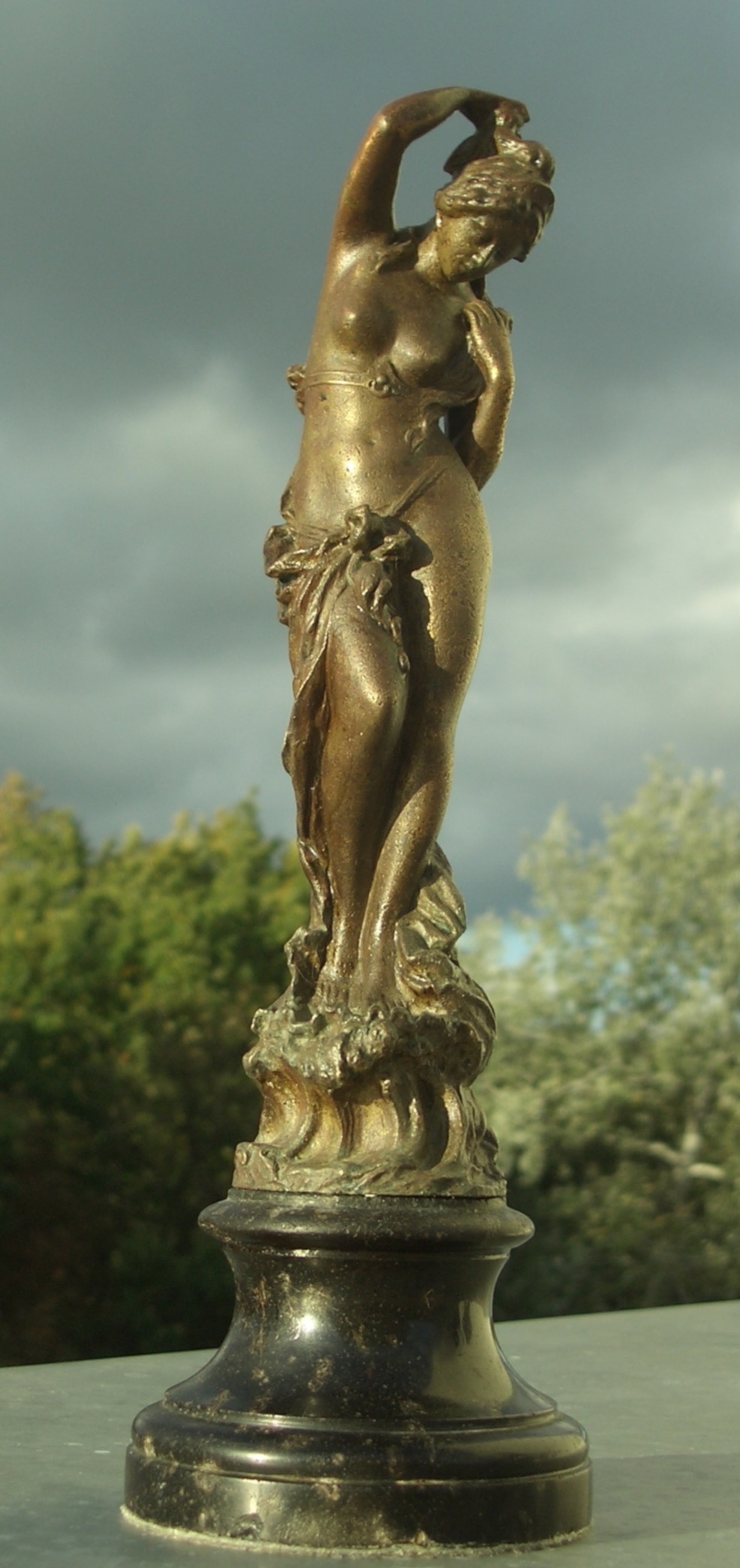
"Una ninfa" (1891), scultura di Paul Aichele. Bronzo su base di marmo, alta 26 centimetri.

### Letteratura
La figura della ninfa appare innumerevoli volte, soprattutto durante il Rinascimento e l Romanticismo.
Nel suo romanzo Lolita (Nabokov) Vladimir Nabokov inventa i termini ninfetta e lolita (termine) per indicare un tipo di ragazzina precoce e sessualmente attraente.

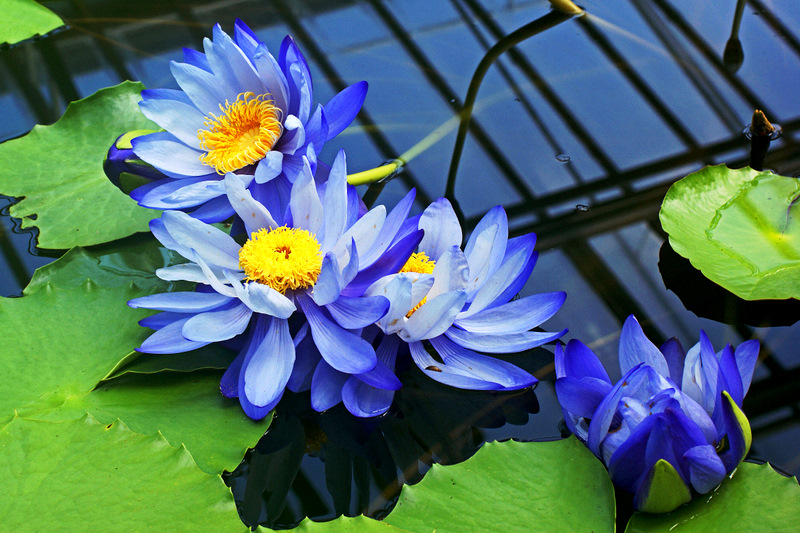
Una Nymphaea.

#### Fantasy
Nei libri di Licia Troisi le ninfe sono bellissime ragazze fatte d'acqua. Hanno occhi puri e capelli molto lunghi. Nelle Leggende del Mondo Emerso, si scopre che il loro sangue è immune al morbo (malattia), che invece contagia gli altri popoli del Mondo.
Nei romanzi delle Cronache di Narnia sono divinità della natura: sono quindi graziose, esili; abitanti delle fonti (Naiadi) e degli alberi (Driadi e Amadriadi); sono le figlie di dei e dee; servono Aslan. Nel libro sono presenti anche ragazze associate alle ninfe ma che sono in realtà creature femminili delle foreste (come le donne-alberi).
Nei libri di Geronimo Stilton esistono le Ninfe dei Boschi: Alena, una delle protagoniste dei suoi libri, è la prima Ninfa dei Boschi a diventare Cavaliere della Rosa d'Argento.
Possono anche essere rappresentate come elementi della natura, fatte d'acqua, aria e luce. In Paranormalmente, libro di Kiersten White, la madre del fidanzato di Evie (protagonista) è l'equivalente di una ninfa: dimora in un lago, è fatta solamente d'acqua e pratica la magia.
Nei libri di Rick Riordan - la serie Percy Jackson e gli dei dell'Olimpo e poi, in seguito, Eroi dell'Olimpo - vi sono diverse apparizioni di ninfe, spesso interagenti e aiutanti dei personaggi protagonisti. Sono presenti ninfe dei boschi, dell'acqua e perfino dell'aria. Nota è, ad esempio, la driade Juniper, fidanzata del satiro Grover. Viene descritta come completamente verde, inclusi gli occhi, i quali hanno rivoli - ovvero, venature - di clorofilla. Molte di loro sono timide e finiscono per tramutarsi in pianta (ciascuna diversa a seconda della ninfa) per nascondersi.
Un altro esempio è quello di una ninfa che fa parte delle esperidi, mitologiche figlie di Atlante. Si tratta di Zoe Nightshade.
Nella serie animata Winx Club la sorella di Bloom, Daphne è la Ninfa Suprema delle nove ninfe di Magix, onnipotenti fate che controllano la Dimensione Magica. Custode della Fiamma del Drago fino alla nascita della sorella. Perse il suo corpo a causa delle Tre Streghe Antenate che maledirono il suo potere di Fata/Ninfa Sirenix. Successivamente sua sorella Bloom spezzò la maledizione restituendole la vita. Altra Ninfa di Magix è Politea che si trasforma in un mostro a causa delle Tre Streghe Ancestrali, dopo aver abbandonato Daphne. Successivamente scomparirà quando le Trix le succhieranno il potere Sirenix.

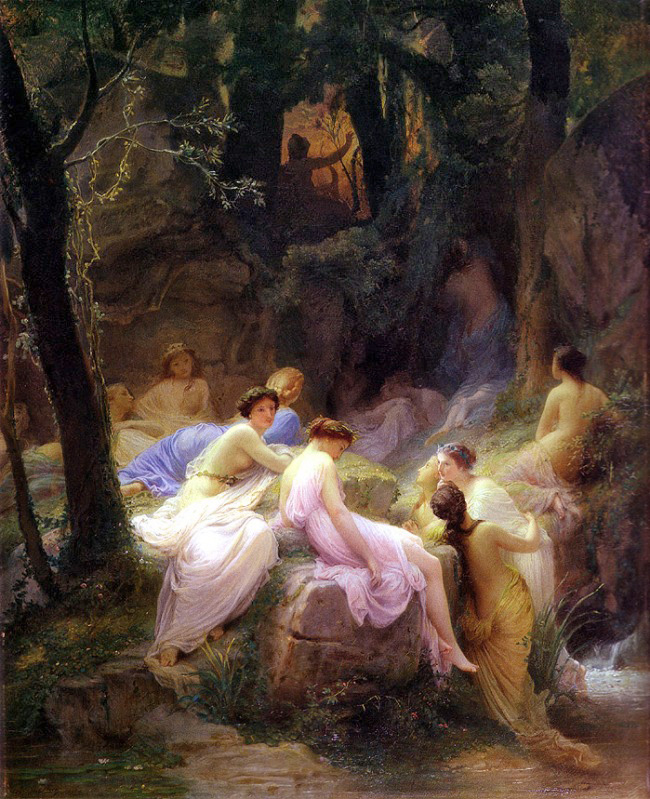
Le ninfe mentre ascoltano i canti di Orfeo, di Charles Jalabert.